# 石川啓太郎
石川 啓太郎（いしかわ けいたろう、1961年（昭和36年）4月26日 - ）は、日本の銀行家。青森みちのく銀行代表取締役頭取（初代）。元青森銀行代表取締役頭取。プロクレアホールディングス代表取締役副社長。

## 人物・経歴
青森県むつ市出身。青森県立青森高等学校卒業。1984年、上智大学法学部卒業。同年4月、青森銀行に入行。
入行後は、経営企画・リテール営業企画・人事部門を歴任。2005年、大湊支店長。2008年、湊支店長。2009年、湊支店長兼本町支店長。2010年、人事部長。2011年、総合企画部長。2013年、本店営業部長。
2014年、執行役員本店営業部長。2015年、執行役員営業統括部長。2016年、取締役地区営業本部長（弘前地区担当）。2018年、常務執行役員弘前地区営業本部長。2019年、取締役常務執行役員。2021年、取締役専務執行役員。
2022年、プロクレアホールディングス取締役、青森銀行代表取締役副頭取。2023年、同行代表取締役頭取、同社代表取締役副社長に就任。
2025年1月1日付で、青森みちのく銀行代表取締役頭取（初代）に就任。